# Pàtria de Constantinoble
El Pàtria de Constantinoble, també conegut pel nom llatí Scriptores originum Constantinopolitarum ('escriptors dels orígens de Constantinoble') és una recull bizantí d'estudis sobre la història i monuments de la capital imperial romana d'Orient de Constantinoble (ara Istanbul, Turquia). El pàtria és un gènere literari de l'Antiguitat tardana que tracta sobre història local, topografia i llegendes. Tot i que en el passat es va atribuir a l'escriptor del segle xiv Jordi Codí, el recull és datat de segles abans, potser del c. 995, durant el regnat de l'emperador Basili II Bulgaròcton (r. 976–1025) i revisat i incrementat en el regnat d'Aleix I Comné (r. 1081–1118).
La col·lecció conté:
- La part del Pàtria pagana del segle vi escrita per Hesiqui de Milet sobre la història de Bizanci des de la fundació fins quan Constantí el Gran la va refundar com a Constantinoble.[3]
- El Parastassis Síndomi Khroniké, que es concentra sobretot en les escultures antigues de la ciutat.
- Altre Pàtria datat del c. 995.
- Una història anònima sobre la construcció de Santa Sofia, escrita entre la fi del segle vi i la del segle x, però més probablement en algun moment del segle ix.
- Un estudi topogràfic dedicat a Aleix I.

Des d'un punt de vista arqueològic, el Pàtria és un document de valor inestimable de la història antiga de Bizanci i els monuments de Constantinoble. Tanmateix, els seus registres s'han d'examinar amb cura, perquè sovint barregen fets amb ficció i llegendes. Des d'un punt de vista polític, el Pàtria és interessant pel retrat dels emperadors, que són relativament absents en els registres de la ciutat imperial, i són confinats a un paper d'"indicadors cronològics".